# Ordine di battaglia della seconda battaglia di El Alamein

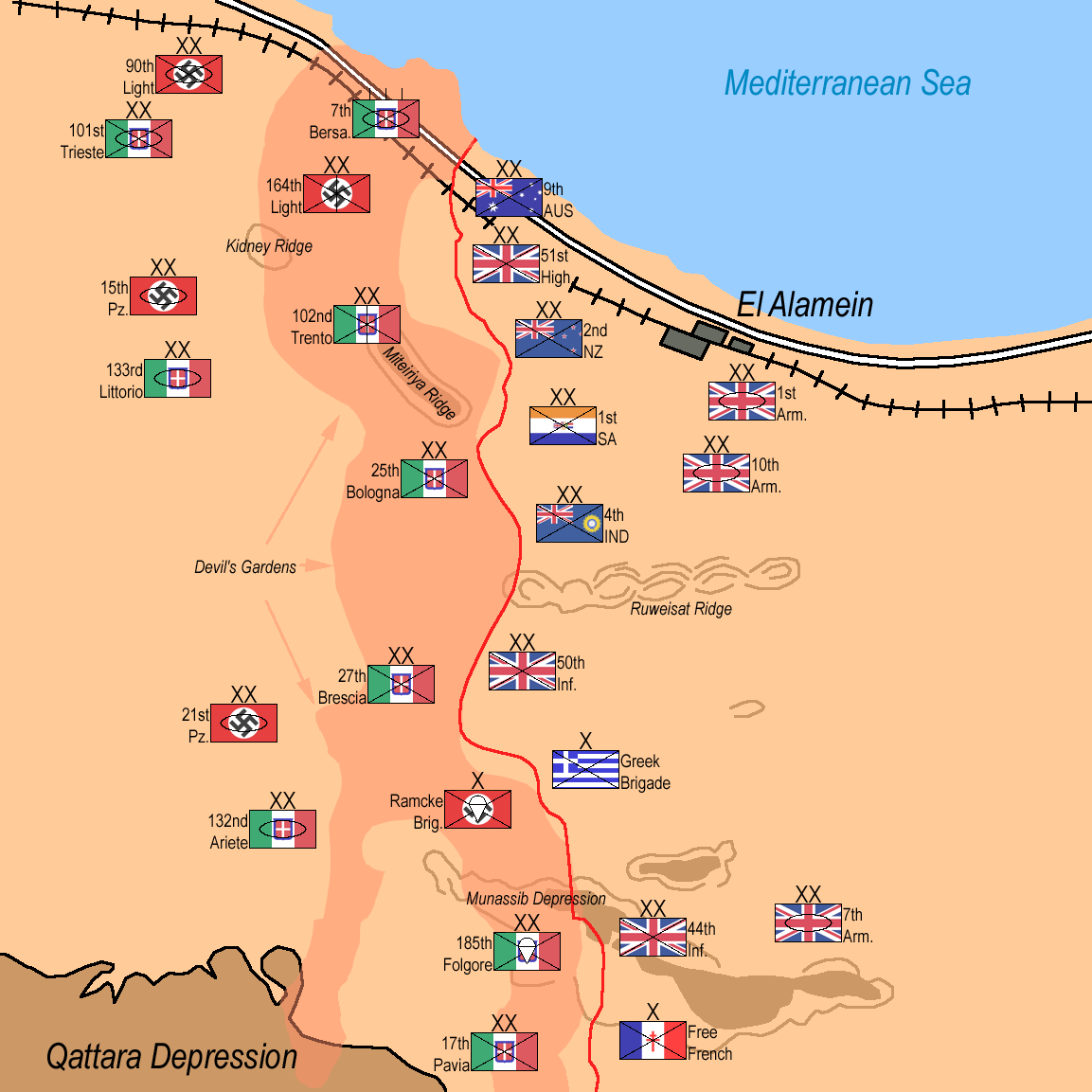
Il posizionamento dei reparti britannici e dell'Asse il 23 ottobre, inizio della battaglia.

Ordine di battaglia della Seconda battaglia di El Alamein al 23 ottobre 1942.

## Middle East Command
Comandato dal Lieutenant General Harold Rupert Leofric George Alexander

### Eighty Army
Eighth Army Comandato dal Lieutenant General Bernard Law Montgomery
- Comando di Armata:
  - "B" Squadron, 6th Royal Tank Regiment[1] (13 M3 Grant)
  - Tank Delivery Regiment
  - 566th African Field Company, RE
  - 588th African Field Company, RE
  - 8th Army Camouflage Company
  - 1 Squadron, Special Air Service Regiment
  - 3rd Libyan Arab Force
  - 4th Light Field Ambulance
  - 200th Field Ambulance
- 1st Army Tank Brigade (Brigadier G.N.Todd)
  - 42nd Royal Tank Regiment (12 Mk II Matilda Scorpion)
  - 44th Royal Tank Regiment (12 Mk II Matilda Scorpion)
- 1st Armoured Brigade[2]
  - 4th Queen's Own Hussars
  - 8th King's Royal Irish Hussars
  - 2nd Royal Gloucestershire Hussars
- 21st Indian Infantry Brigade[3]
  - 1st Bn., 6th Rajputana Fusiliers
  - 3rd Bn., 7th Rajput Regiment
  - 2nd Bn., 8th Gurkha Rifles[4]
  - 9th Indian Field Company, IE
  - 29th Indian Field Ambulance
- 2nd Anti-Aircraft Artillery Brigade
  - 2nd Light Anti-Aircraft Regiment, RA (48 Bofors)
  - 199th Battery, 69th Heavy Anti-Aircraft Regiment RA (4 3.7" AA)
  - 261st Battery, 69th Heavy Anti-Aircraft Regiment RA (4 3.7" AA)
- 12th Anti-Aircraft Artillery Brigade
  - 14th Light Anti-Aircraft Regiment, RA (48 Bofors)
  - 16th Light Anti-Aircraft Regiment, RA (48 Bofors)
  - 27th Light Anti-Aircraft Regiment, RA (48 Bofors)
  - 88th Heavy Anti-Aircraft Regiment, RA (16 3.7" AA)
  - 94th Heavy Anti-Aircraft Regiment, RA (16 3.7" AA)
  - 27th Searchlight Regiment, RA[5]

#### X Corps
- Comando di Corpo (2 M3 Grant):(Lieutenant General Sir Herbert Lumsden)
  - 145th Field Park Squadron, RE
  - 570th Corps Field Park Coy
  - 12th Light Field Ambulance
  - 151st Light Field Ambulance

 1st Armored Division  (Major General Raymond Briggs)
- Comando di Divisione ed unità dipendenti (6 autoblindo, 8 Mk VI Crusader)
  - 12th Lancer Regiment (55 autoblindo)
  - 2nd Royal Horse Artillery (24-25pdrs)
  - 4th Royal Horse Artillery (24-25pdrs)
  - 11th Royal Horse Artillery (Self Propelled) (24–105 mm)
  - 78th Field Regiment (24-25pdrs)
  - 76th Anti-Tank Regiment (64-6pdrs)
  - 42nd Light Anti-Aircraft Regiment (48 Bofors)
  - 73rd Anti-Tank Regiment (24 6pdrs)[6]
  - 6th Light Anti-Aircraft Regiment, RA (48 Bofors)
  - 1st Squadron, RE
  - 7th Squadron, RE
  - 1st Field Park Squadron, RE
  - 572nd African Field Company, RE
  - 9th Field Squadron, RE
  - 1st Light Field Ambulance
  - 15th Light Field Ambulance
- 2nd Armored Brigade (92 M4 Sherman, 68 Mk VI Crusader, 1 M3 Grant)
  - 2nd Dragoon Guards (The Queen's Bays)[7]
  - 9th Queen's Royal Lancers[7]
  - 10th Royal Hussars (Prince of Wales's Own)[7]
  - 9th Bn., King's Own Yorkshire Light Infantry (mot.)
  - 1st Bn., Northumberland Fusiliers (MG)[4]
- 7th Motor Brigade (6 Mk IV Churchill)
  - 2nd Bn., Rifle Brigade (motor.)[8]
  - 7th Bn., Rifle Brigade (motor.)
  - 2nd Bn., King's Royal Rifle Corps (motor.)
- Hammerforce
  - 2nd Dragoon Guards (The Queen's Bays)[9]
  - 9th Queen's Royal Lancers[9]
  - 10th Royal Hussars (Prince of Wales's Own)[9]
  - Z Company, 2nd Rifle Brigade[10]
  - Y Company, 1st Northumberland Fusiliers (MG)
  - 4/6th South African Armored Car Regiment[9]
  - 146th Field Regiment, RA (24 25pdr)
  - 73rd Anti-Tank Regiment (8 6pdrs)[11]
  - 7th Field Squadron, RE
  - 9th Field Squadron, RE
  - 572nd Field Company, RE

 8th Armored Division (Major General Charles Henry Gairdner)
- Comando Divisionale[12]

 10th Armored Division (Major General Alexander Hugh Gatehouse)
- Comando di Divisione ed unità dipendenti (7 Mk VI Crusader)
  - 1st Household Cavalry Armored Car Regiment (46 autoblindo)
  - 1st Royal Horse Artillery (24-25pdrs)
  - 104th Royal Horse Artillery (24-25pdrs)
  - 98th Field Regiment, RA (24-25pdrs)
  - 84th Anti-Tank Regiment (64-6pdrs)
  - 53rd Light Anti-Aircraft Regiment (48 Bofors)
  - 2nd Field Squadron, RE
  - 3rd Field Squadron, RE
  - 141st Field Park Squadron, RE
  - 6th Field Squadron, RE
  - 571st African Field Companies, RE
  - 573rd African Field Companies, RE
  - 3rd Light Field Ambulance
  - 8th Light Field Ambulance
  - 168th Light Field Ambulance
- 8th Armored Brigade
  - 3rd Royal Tank Regiment (57 M3 Grant)
  - Nottinghamshire Yeomanry (Sherwood Rangers) (31 M4 Sherman)
  - Staffordshire Yeomanry (45 Mk VI Crusader)
  - 1st Bn., The Buffs (Royal East Kent Regiment) (mot.)
- 24th Armoured Brigade (93 M4 Sherman, 45 Mk VI Crusader, 2 M3 Grant)
  - 41st Royal Tank Regiment
  - 45th Royal Tank Regiment
  - 47th Royal Tank Regiment
  - 73rd Anti-Tank Regiment (12 6pdrs)[13]
- 133rd Infantry Brigade[14]
  - 2nd Bn., Royal Sussex Regiment
  - 4th Bn., Royal Sussex Regiment
  - 5th Bn., Royal Sussex Regiment
  - "W" Company, 1st Northumberland Fusiliers (MG)
  - 3rd Field Squadron, RE
  - 571st African Field Companies, RE
  - 573rd African Field Companies, RE

#### XIII Corps
- Comando di Corpo ed unità dipendenti (Lieutenant General Sir Brian Gwynne Horrocks)
  - 4/6th South African Armoured Car Regiment[9] (13 autoblindo)
  - 118th Royal Tank Regiment (finti carri armati)
  - 124th Royal Tank Regiment (finti carri armati)
  - 4th Survey Regiment, RA[15]
  - 578th African Field Company, RE
  - 576th Corps Field Park Company

 7th Armoured Division (Major General Allan Francis “John” Harding)
- Comando di Divisione ed unità dipendenti (5 autoblindo, 7 Mk VI Crusader):
  - 11th Hussars (Prince Albert's Own) (61 autoblindo)
  - 2nd Derbyshire Yeomanry (50 autoblindo)
  - 44th Reconaissance Regiment
  - 3rd Royal Horse Artillery (24-25pdrs)
  - 4th Field Regiment, RA (16-25pdrs)
  - 97th Field Regiment, RA (16-25pdrs)
  - 65th Anti-TankRegiment (64-6pdrs)
  - 15th Light Anti-Aircraft Regiment (48 Bofors)
  - 4th Field Squadron, RE
  - 21st Field Squadron, RE
  - 143rd Field Park Squadron, RE
  - 2nd Light Field Ambulance
  - 14th Light Field Ambulance
- 4th Light Armoured Brigade (9 autoblindo)
  - 4th/8th Hussars Armoured Regiment (48 M3 Stuart)
  - The Royal Scots Greys (2nd Dragoons) (14 M3 Grant, 19 M3 Stuart)
  - 1st Bn., King's Royal Rifle Corps (motor.)
- 22nd Armoured Brigade (4 Crusader)
  - 1st Royal Tanks (24 M3 Grant, M3 Stuart)
  - 5th Royal Tanks (24 M3 Grant, M3 Stuart)
  - 4th County of London Yeomanry (9 M3 Grant, 28 50 Mk VI Crusader)
  - 1st Bn., Rifle Brigade
- 1er Brigade Française Libre (Général de brigade Marie-Pierre Kœnig)[16]
  - 1er Bataillon de la 13e demi-brigade de la Légion Étrangère
  - 2e Bataillon de la 13e demi-brigade de la Légion Étrangère
  - 3e Bataillon d'infanterie de marine et du Pacifique
  - 1er Régiment d'artillerie (16-25pdrs, 4-5.5")
  - 2e Companie de DCA, 1er Régiment de fusiliers marins (12 Bofors)
  - 2e Companie anti-chars (16-pdrs)
  - 22e Compagnie anti-chars (2–75 mm)
  - 1re Compagne du génie
  - 3rd Field Regiment, RA (16-25pds)
  - Colonne volante française libre
    - Compagnie de chars française libre
    - Compagnie automitrailleuse, 1re Regiment de marche de Spahis marocains
    - Groupe artillerie portée, 1re Regiment de marche de Spahis marocains (4–75 mm, 1–50 mm)
    - Groupe de DCA, 1er Bataillon de la Légion Étrangère(4 Bofors)

 44th (Home Counties) Infanty Division  (Major General Ivor Thomas Percival Hughes)
- Comando di Divisione ed unità dipendenti:
  - 6th Bn., Cheshire Regiment(MG)
  - 57th (Home Counties) Field Regiment, RA (24-25pdrs)
  - 58th (Sussex) Field Regiment, RA (24-25pdrs)
  - 65th (8th London) Field Regiment, RA (24-25pdrs)
  - 53rd Field Regiment, RA (24-25pdrs)
  - 57th (East Surrey) Anti-Tank Regiment (48-6pdrs, 16-2pdrs)
  - 30th Light Anti-Aircraft Regiment (48 Bofors)
  - 11th Field Company, RE
  - 209th Field Company, RE
  - 210th Field Company, RE
  - 131st Field Ambulance
  - 132nd Field Ambulance
- 131st Infantry Brigade[17]
  - 1/5th Bn., The Queen's Regiment
  - 1/6th Bn., The Queen's Regiment
  - 1/7th Bn., The Queen's Regiment
- 132nd Infantry Brigade
  - 2nd Bn., The Buffs (Royal East Kent Regiment)
  - 4th Bn., Queen's Own Royal West Kent Regiment
  - 5th Bn., Queen's Own Royal West Kent Regiment

 50th (Northumbrian) Infantry Division  (Major General John Nichols)
- Comando di Divisione ed unità dipendenti:
  - 2nd Bn., Cheshire Regiment(MG)
  - 74th Field Regiment, RA (16-25pdrs)
  - 111th Field Regiment, RA (24-25pdrs)
  - 124th Field Regiment, RA (16-25pdrs)
  - 154th Field Regiment, RA (24-25pdrs)
  - 102nd Anti-Tank Regiment (64-6pdrs)
  - 34th Light Anti-Aircraft Regiment (48 Bofors)
  - 233rd Field Company, RE
  - 505th Field Company, RE
  - 235th Field Park Company, RE
  - 186th Field Ambulance
  - 149th Field Ambulance
- 69th Infantry Brigade
  - 5th Bn., East Yorkshire Regiment (The Duke of York's Own)
  - 6th Bn., The Green Howards (Alexandra, Princess of Wales's Own Yorkshire Regiment)
  - 7th Bn., The Green Howards (Alexandra, Princess of Wales's Own Yorkshire Regiment)
- 151st Infantry Brigade
  - 6th Bn., Durham Light Infantry
  - 8th Bn., Durham Light Infantry
  - 9th Bn., Durham Light Infantry
- 1η Ταξιαρχία Πεζικού (1e Taxiarkia Pezikou - 1ª Brigata fanteria greca) (Brigadier general Pausanias Katsotas)[16]
  - 1st Greek Infantry Battalion
  - 2nd Greek Battalion
  - 3rd Greek Battalion
  - 1st Greek Field Artillery Regt (24-25pdrs)
  - 1st Greek Field Company Engineers
  - 1st Greek Machine Gun Company
  - 1st Greek Field Ambulance
- 2e Brigade française libre[16] (Colonel René Génin)
  - Bataillon de marche nº 4
  - Bataillon de marche nº 5
  - Bataillon de marche nº 11
  - 22e Compagnie anti-char (12–75 mm)
  - 23e Compagnie anti-char (4–75 mm)
  - 2e Compagne du génie
  - 2e Hôpital de campagne

#### XXX Corps
- Comando di Corpo d'Armata ed unità dipendenti:(Lieutenant General Sir Oliver William Hargreaves Leese)
  -  23rd Armoured Brigade Group[18]
    - 46th Royal Tank Regiment (49 Valentine)
    - 121st Field (Self Propelled) Regiment, RA (16-25pdrs)
    - 158th Battery, 56th Light Anti-Aircraft Regiment, RA
    - 295th African Field Company, RE
    - 7th Light Field Ambulance

  - 4/6th South African Armoured Car Regiment[19]
  - 7th Medium Regiment, RA (8-4.5", 8-5.5")
  - 64th Medium Regiment, RA (8-4.5", 8-5.5")
  - 69th Medium Regiment. R> (16-4.5")
  - 4th Survey Regiment, RA[13]
  - 66th Mortar Company, RE (6-4.2")[20]

 1st South African Infantry Division (Major General Daniel Hermanus "Dan" Pienaar)
- Comando di Divisione ed unità dipendenti:
  - 3rd South African Armoured Car Regiment
  - Regiment President Steyn (MG)
  - Die Middelandse Regiment (MG)[21]
  - 2nd Bn., Regiment Botha
  - 8th Royal Tank Regiment (51 Valentine)[16]
  - 1st South African Field Regiment (24-25pdrs)
  - 4th South African Field Regiment (24-25pdrs)
  - 7th South African Field Regiment (24-25pdrs)
  - 5th Royal Horse Artillery (12-25pdrs)[22]
  - 1st South African Anti-Tank Regiment (48-6pdrs, 16-2pdrs, 3-18pdrs, 6–50 mm)
  - 1st South African Light Anti-Aircraft Regiment (48 Bofors)
  - 1st South African Engineering Field Company
  - 2nd South African Engineering Field Company
  - 3rd South African Engineering Field Company
  - 5th South African Engineering Field Company
  - 19th South African Engineering Field Park
  - 12th South African Field Ambulance
  - 15th South African Field Ambulance
  - 18th South African Field Ambulance
- 1st South African Infantry Brigade
  - 1st Bn., Royal Natal Carabiniers
  - 1st Bn., Duke of Edinburgh's Own Rifles
  - 1st Bn., Transvall Scottish
- 2nd South African Infantry Brigade
  - 1 Bn., 2nd Field Force Battalion
  - 1st Bn., Natal Mounted Rifles
  - Cape Town Highlanders
- 3rd South African Infantry Brigade
  - 1st Bn., Imperial Light Horse
  - 1st Bn., Royal Durban Light Infantry
  - 1st Bn., Rand Light Infantry

 2nd New Zealand Division (Lieutenant General Sir Bernard Cyril Freyberg)
- Comando di Divisione ed unità dipendenti:
  - 2nd New Zealand Divisional Cavalry Regiment ((29 M3 Stuart)
  - 27th New Zealand Battalion (MG)
  - 4th New Zealand Field Regiment (24-25pdrs)
  - 5th New Zealand Field Regiment (24-25pdrs)
  - 6th New Zealand Field Regiment (24-25pdrs)
  - 5th Royal Horse Artillery (12-25pdrs) (tre sezioni)
  - 7th New Zealand Anti-Tank Regiment (59-6pdrs)
  - 14th New Zealand Light Anti-Aircraft Regiment (48 Bofors)
  - 6th New Zealand Engineering Field Company
  - 7th New Zealand Engineering Field Company
  - 8th New Zealand Engineering Field Company
  - 5th New Zealand Field Ambulance
  - 6th New Zealand Field Ambulance
  - 166th Light Field Ambulance
- 5th New Zealand Infantry Brigade
  - 21st New Zealand Battalion (Auckland)
  - 22nd New Zealand Battalion (Wellington)
  - 23rd New Zealand Battalion (Canterbury-Otago)
- 6th New Zealand Infantry Brigade
  - 24th New Zealand Battalion
  - 25th New Zealand Battalion
  - 26th New Zealand Battalion
- 9th Armoured Brigade[16] (1 Sherman, 3 Crusader)
  - 3rd (The King's Own) Hussars (9 Grant, 12 Sherman, 16 Crusader)
  - Royal Wiltshire Yeomanry (Prince of Wales's Own) (14 Grant, 10 Sherman, 13 Crusader)
  - Warwickshire Yeomanry (14 Grant, 13 Sherman, 17 Crusader)

 4th Indian Division (Major General Francis Ivan Simms Tuker)
- Comando di Divisione ed unità dipendenti
  - 6th Rajputana Rifles (MG)
  - 1st Field Regiment, RA (16-25pdrs)
  - 11th Field Regiment, RA (16-25pdrs)
  - 32nd Field Regiment, RA (16-25pdrs)
  - 149th Anti-Tank Regiment (54-6pdrs, 10-2pdrs)
  - 57th Light Anti-Aircraft Regiment (48 Bofors)
  - 2nd Field Company, RE
  - 4th Field Company, RE
  - 12th Field Company, RE
  - 11th Field Park Company, RE
  - 17th Indian Field Ambulance
  - 26th Indian Field Ambulance
  - 75th Light Indian Field Ambulance
- 5th Indian Infantry Brigade
  - 1/4th Essex Regiment
  - 4th Bn., 6th Rajputana Rifles
  - 3rd Bn., 10th Baluch Regiment
- 7th Indian Infantry Brigade
  - 1st Bn., Royal Sussex Regiment
  - 4th Bn., 16th Punjab Regiment
  - 1st Bn, 2nd King Edward VII's Own Gurkha Rifles (The Sirmoor Rifles)
- 161st Indian Infantry Brigade
  - 1st Argyll and Sutherland Highlanders
  - 1st Bn., 1st Punjab Regiment
  - 4th Bn., 7th Rajput Regiment

 9th Australian Division (Lieutenant General Sir Leslie James Morshead Morshead)
- Comando di Divisione ed unità dipendenti
  - 9th Australian Division Cavalry Regiment (15 Mk VI Crusader, 4 M3 Stuart)
  - 40th Royal Tank Regiment (42 Valentine)[16]
  - 2/2nd Australian Battalion (MG)
  - 2/7th Field Regiment, RAA (24-25pdrs)
  - 2/8th Field Regiment, RAA (24-25pdrs)
  - 2/12th Field Regiment, RAA (24-25pdrs)
  - 3rd Anti-Tank Regiment, RAA (64-6pdrs)
  - 4th Light Anti-Aircraft Regiment, RAA (48 Bofors)
  - 2/3rd Engineering Field Company, RAE
  - 2/7th Engineering Field Company, RAE
  - 2/13th Engineering Field Company, RAE
  - 1st Section, 66th Mortar Company, RE (12-4.2")[16]
  - 3rd Section, 66th Mortar Company, RE (12-4.2")[16]
  - 2/3rd Australian Field Ambulance
  - 2/8th Australian Field Ambulance
  - 2/11th Australian Field Ambulance
- 20th Australian Infantry Brigade
  - 2/13th Australian Infantry Battalion (New South Wales)
  - 2/15th Australian Infantry Battalion (Queensland)
  - 2/17th Australian Infantry Battalion (New South Wales)
- 24th Infantry Brigade
  - 2/28th Australian Infantry Battalion (Western Australia)
  - 2/32nd Australian Infantry Battalion (Victoria)
  - 2/43rd Australian Infantry Battalion (Southern Australia)
- 26th Infantry Brigade
  - 2/23rd Australian Infantry Battalion (Victoria)
  - 2/24th Australian Infantry Battalion (Victoria)
  - 2/48th Australian Infantry Battalion (Southern Australia)

 51st (Highland) Infantry Division (Major General Douglas Neil Wimberley)
- Comando di Divisione e unità dipendenti:
  - 1 Bn., 7th Middlesex Regiment(MG)
  - 51st Reconnaissance Regiment
  - 50th Royal Tank Regiment (44 Valentine)[16]
  - 126th Field Regiment, RA (24-25pdrs)
  - 127th Field Regiment, RA (24-25pdrs)
  - 128th Field Regiment, RA (24-25pdrs)
  - 61st Anti-Tank Regiment, RA (48-6pdrs & 16-2pdrs)
  - 40th Light Anti-Aircraft Regiment, RA (48 Bofors)
  - 274th Field Company, RE
  - 275th Field Company, RE
  - 276th Field Company, RE
  - 3rd Troop, 395th African Field Company, RE
  - 174th Field Ambulance
  - 175th Field Ambulance
  - 176th Field Ambulance
- 152nd Infantry Brigade
  - 2nd Bn., Seaforth Highlanders (Ross–shire Buffs, The Duke of Albany's)
  - 5th Bn., Seaforth Highlanders (Ross–shire Buffs, The Duke of Albany's)
  - 5th Bn., Queen's Own Cameron Highlanders
- 153rd Infantry Brigade
  - 5th Bn., Black Watch (Royal Highland Regiment)
  - 1st Bn., Gordon Highlanders
  - 5/7th Bn., Gordon Highlanders
- 154th Infantry Brigade
  - 1st Bn., Black Watch (Royal Highland Regiment)
  - 7th Bn., Black Watch (Royal Highland Regiment)
  - 7th Bn., Argyll and Sutherland Highlanders

### Royal Air Force Middle East
- Special Duties Squadron, Middle East (S.O.E.) (10-Liberator II) (Air Chief Marshall Arthur William Tedder)
- N.162 Squadron, RAF (Radar Counter-measures) (8-Wellington IC)
- N.2 Photografic Reconaissance Unit, RAF (18-Spitfire VB, Hurricane I)
- N.205 Group
  -  N.231 Wing
    - N.37 Squadron, RAF (16-Wellington IC)
    - N.70 Squadron, RAF (16-Wellington IC)

  -  N.236 Wing
    - N.108 Squadron, RAF (16-Wellington IC)
    - N.147 Squadron, RAF (16-Wellington IC)

  -  N.238 Wing
    - N.40 Squadron, RAF (16-Wellington IC)
    - N.104 Squadron, RAF (16-Wellington IC)

  -  N.242 Wing
    - N.160 Squadron, RAF (16-Wellington II)

  -  N. 245 Wing
    - N.14 Squadron, RAF (16-Boston, Marauder)
    - N.462 Squadron, RAAF (16-Halifax)
- N.216 Group (Transport)
  - N.117 Squadron, RAF (16-Hudson, Dakota)
  - N.173 Squadron, RAF (16-Boston, Lodestar)
  - N.216 Squadron, RAF (16-Bombay, Hudson, Lodestar)
  - N.267 Squadron, RAF (16-Hudson, Lodestar, Dakota)

Air Headquarters, Egypt (Air Vice Marshall Wilfred Ashton McClaughry)
- N.250 Wing
  - N.89 Squadron, RAF (Night Fighters) (12-Beaufighter IF/VIF)
  - N.94 Squadron, RAF (12-Spitfire VC, Hurricane IIB/C)
- N.252 Wing
  - N.46 Squadron, RAF (Night Fighters) (16-Beaufighter IF/VIF)
  - N.417 Squadron, RCAF (16 Spitfire VC, Hurricane IIB/C)

Western Desert Airforce (Air Vice Marshall Sir Arthur "Mary" Coningham)
- N.6 Squadron, RAF (16-Hurricane IID)
- N.7 Squadron, RAF (16-Hurricane IID)
- 64th Fighter Squadron, USAAF (18 P-40F)
- 65th Fighter Squadron, USAAF (18 P-40F)
- N.3 Wing, SAAF
  - N.12 Squadron, SAAF (24-Boston III)
  - N.21 Squadron, SAAF (24-Baltimore I/III)
  - N.24 Squadron, SAAF (24-Boston III)
- N.232 Wing
  - N.55 Squadron, RAF (24-Baltimore I/III)
  - N.223 Squadron, RAF (24-Baltimore I/III)
  - 82nd Bomber Squadron, USAAF (12 B-25C)
  - 82rd Bomber Squadron, USAAF (12 B-25C)
  - 434th Bomber Squadron, USAAF (12 B-25C)
- N.285 Wing
  - N.40 Squadron, SAAF (18-Hurricane I)
  - N.60 Squadron, SAAF (8-Maryland)
  - N.208 Squadron, RAF (18-Hurricane IIA)
- N.211 Group
  -  N.233 Wing
    - N.2 Squadron, SAAF (16-Kittyhawk)
    - N.4 Squadron, SAAF (16-Kittyhawk)
    - N.5 Squadron, SAAF (16-Tomahawk))
    - N.2 Squadron, RAF (16-Kittyhawk)

  -  N.239 Wing
    - N.3 Squadron, RAAF (16-Kittyhawk)
    - N.112 Squadron, RAF (16-Kittyhawk)
    - N.250 Squadron, RAF (16-Kittyhawk)
    - N.450 Squadron, RAAF (16-Kittyhawk)
    - 66th Fighter Squadron, USAAF (18-P-40F)

  -  N.244 Wing
    - N.73 Squadron, RAF (16-Hurricane IIC)
    - N.92 Squadron, RAF (16-Spitfie VB/C)
    - N.145 Squadron, RAF (16-Spitfire VB)
    - N.601 Squadron, RAF (16-Spitfire VB)
- N.212 Group
  -  N.7 Wing
    - N.80 Squadron, RAF (16-Hurricane IIC)
    - N.127 Squadron, RAF (16-Hurricane IIB)
    - N.274 Squadron, RAF (16-Hurricane IIB)
    - N.335 Squadron, RAF (16-Hurricane IIB)

  -  N.243 Wing
    - N.11 Squadron, SAAF (16-Hurricane IIC)
    - N.33 Squadron, RAF (16-Hurricane IIC)
    - N.213 Squadron, RAF (16-Hurricane IIB)
    - N.232 Squadron, RAF (16-Hurricane IIB)

Desert Air Task Force - US Armed Forces Middle East, Air Force (Major General Lewis Hyde Brereton)
- 12th Bomber Group, USAAF[23]
  - 81st Bomber Squadron, USAAF (12 B-25C)

## Comando Superiore delle Forze Armate in Africa Settentrionale (Maresciallo d'Italia Ugo Cavallero)
Comando Superiore (Maresciallo d'Italia Ugo Cavallero)

### Panzerarmee Afrika - Armata Corazzata Italo-Tedesca
- Comando di Armata e unità dipendenti (General der Kavallerie Georg Stumme)
  - 13./Lehr Regiment "Brandenburg" z.b.V 800
  - Heeres-Fla-Bataillon 609 (24–2 cm.FlaK)
  - Heeres-Fla-Bataillon 612 (16–2 cm.FlaK)
  - Heeres-Fla-Bataillon 617 (24–2 cm.FlaK)
  - 3./Nebelwerfer Regiment 70
  - Leichte Beobachtungs Abteilung Afrika
  - Pionier Landungs Kompanie 778
  - Eisenbahn Kompanie 205
  - Bau Bataillon 85
  - Kriegsgefangenen Bau und Arbeits Bataillon 200
  - 6./Aufklärungs Gruppe (Heeres) 14 (Luftwaffe)

 136ª Divisione corazzata "Giovani Fascisti" (Generale di divisione Ismaele Di Nisio)
- Comando di divisione[24]
  - Reggimento Fanteria "Giovani Fascisti" (2 battaglioni)
  - IX Battaglione fanteria autonomo
  - 136º Reggimento artiglieria
    - XIV Gruppo artiglieria (65/17)
    - XV Gruppo artiglieria (65/17)
    - XVI Gruppo artiglieria (65/17)
    - XVII Gruppo artiglieria (100/17)
    - 88ª Batteria artiglieria contraerea leggera (20/65)

  - III Gruppo squadroni corazzato "Cavalleggeri del Monferrato" (AB.41)

  19. FlaK Division (General der Flakartillerie Heinrich Burchard)
- Stab/FlaK Regiment 102 (mot.) (Luftwaffe)
  - I./Flak Regiment 18 (gem.mot.) (24–2 cm., 12-8.8 cm)
  - I./Flak Regiment 33 (gem.mot.) (24–2 cm., 12-8.8 cm)
- FlaK Regiment 135 (mot.) (Luftwaffe)
  - II./Flak Regiment 25 (gem.mot.) (24–2 cm., 12-8.8 cm)
  - I./Flak Regiment 43 (gem.mot.) (24–2 cm., 12-8.8 cm)

#### Deutsches Afrika Korps
- Comando di Corpo d'armata ed unità dipendenti (General der Panzertruppen Wilhelm Ritter von Thoma)
  - Höheren Artillerie Kommandeur Afrika (Generalmajor Fritz Krause)
    - 1.612 Heeres Fla Bataillon (8–2 cm., 2–2 cm./4)
    - Afrika Artillerie Regiment 1 (mot.)
      - I.Abteilung (4-8.76 cm.FK280(e), 4–10 cm.K18, 3–21 cm.Mörser18)
      - II.Abteilung (4-8.76 cm.FK280(e), 4–10 cm.K18, 3–21 cm.Mörser18)
      - III.Abteilung (4-8.76 cm.FK280(e), 4–15 cm.sFH, 3–21 cm.Mörser18, 6-7,62-cm-FK295/1(r) )

    - Afrika Artillerie Regiment 2 (mot.)
      - I.Abteilung (9–17 cm.FK18)
      - II.Abteilung (12-15.5 cm.sFH414(f) )
      - III.Abteilung (4-11.4 cm.FH(e), 8-15.5 cm.sFH414(f) )
      - IV.Abteilung (12-10.5 cm.K18)

  - Panzerjäger-Abteilung (Sfl) 605 (18-PzJgI, 9-Sdkfz6/3 "Diana")
  - Schwere Infanteriegeschütz Kompanie (Sfl) 707 (6-Sturmpanzer II "Bison")
  - Schwere Infanteriegeschütz Kompanie (Sfl) 708 (6-Sturmpanzer II "Bison")

 15. Panzer-Division (Generalleutnant Gustav von Vaerst)
- Panzer Regiment 8 (2 abt.) (14-PzKfwII, 43-PzKfwIII, 44-PzKfwIII+, 3-PzkfwIV, 15-PzKfwIV+)
- Panzer Grenadier Regiment 155 (3 abt.)
- Panzer Artillerie Regiment 33
  - I. Abteilung (12-10,5 cm.lFH)
  - II. Abteilung (12-10,5 cm.lFH)
  - III. Abteilung (4–10 cm.K18, 8–15 cm.sFH18)
- Aufklärungs Abteilung 33
- Panzerjäger Abteilung 33 (20-MarderIII/7.62 mm(r) )
- Panzer Pionier Bataillon 33

 21. Panzer-Division (General der Panzertruppen Ulrich Kleemann)
- Panzer Regiment 5 (2 abt.) (14-PzKfwII, 53-PzKfwIII, 43-PzKfwIII+, 7-PzkfwIV, 15-PzKfwIV+)
- Panzer Grenadier Regiment 104 (3 abt.)
- Panzer Artillerie Regiment 155
  - I. Abteilung (12-10,5 cm.lFH)
  - II. Abteilung (12-10,5 cm.lFH)
  - III. Abteilung (4–10 cm.K18, 8–15 cm-sFH18)
- Aufklärungs Abteilung 3
- Panzerjäger Abteilung 39 (20-MarderIII/7.62 mm(r) )
- Panzer Pionier Bataillon 200

 90. leichte Afrika-Division (General der Panzertruppen Ulrich Kleemann)
- Panzer Grenadier Regiment 155 (3 abt.)
- Panzer Grenadier Regiment 200 (2 abt.)
- Panzer Grenadier Regiment 361 (2 abt.)
- Sonderverband 288 (2 abt.)
- Artillerie Regiment (Mot.) 190
  - I. Abteilung (12-10,5 cm.lFH)
  - II. Abteilung (12-10,5 cm.lFH)
- Heeres-Fla-Bataillon 606 (24–2 cm.FlaK)
- Aufklärungs Abteilung 590
- Panzerjäger Abteilung 190
- Pionier Bataillon (Mot.) 900

 164. leichte Infanterie-Division (Generalmajor Carl-Hans Lungershausen)
- Panzer Grenadier Regiment 125 (2 abt.)
- Panzer Grenadier Regiment 382 (2 abt.)
- Panzer Grenadier Regiment 533 (2 abt.)
- Artillery Regiment 220 (mot.)
  - I. Abteilung (12-10,5 cm.lFH)
  - II. Abteilung (12-7,5 cm.leGb)
- Aufklärungs Abteilung 220
- Panzerjäger Abteilung 220
- Pionier Bataillon 200

 Fallschirmjäger Brigade 1 “Ramcke” (General der Fallschirmtruppen Hermann-Bernhard Ramcke)
- 1./2nd Fallschirmjäger Regiment
- 1./3rd Fallschirmjäger Regiment
- 2./5th Fallschirmjäger Regiment
- Fallschirmjäger Lehr Bataillon Fliegerkorps XI
- 2./Fallschirm Artillerie Regiment(12-7,5 cm.leGb)
- Fallschirm Pionier Kompanie
- Fallschirm Panzerjäger Kompanie

### Armata Italiana in Africa
- Comando di Corpo d'Armata ed unità dipendenti (Maresciallo d'Italia Ettore Bastico)

#### X Corpo d'armata
- Unità di Corpo d'Armata: (Generale di divisione Enrico Frattini interinale - generale di corpo d'armata Edoardo Nebbia)
  - 9º Reggimento bersaglieri
    - XXVIII Battaglione bersaglieri
    - XXX Battaglione bersaglieri

  - 16º Raggruppamento artiglieria di Corpo d'Armata
    - XLIX Gruppo artiglieria pesante campale (12 105/28)
    - CXLVII Gruppo artiglieria pesante campale (12 149/28)

  - XXXI Battaglione guastatori del genio
  - X Battaglione genio artieri
  - 65º Ospedale da campo
  - 91º Ospedale da campo

 17ª Divisione fanteria "Pavia" (Generale di divisione Nazzareno Scattaglia)
- 27º Reggimento fanteria “Pavia” (2 battaglioni)
- 28º Reggimento fanteria “Pavia” (2 battaglioni)
- 26º Reggimento artiglieria “Rubicone”
  - II Gruppo (75/27)
  - III Gruppo (75/27)[25]
  - IV Gruppo (75/27)[25]
  - 77ª Batteria artiglieria contraerea leggera (20/65)
  - 432ª Batteria artiglieria contraerea leggera (20/65)
- XVII Battaglione misto genio

 27ª Divisione fanteria "Brescia" (Generale di divisione Brunetto Brunetti)
- 19º Reggimento fanteria “Brescia” (2 battaglioni)
- 20º Reggimento fanteria “Brescia” (3 battaglioni)
- 1º Reggimento artiglieria celere
  - I Gruppo (100/17)
  - III Gruppo (12 75/27)[25]
  - IV Gruppo (75/27)
  - V Gruppo (88/56, 20/65))
  - 401ª Batteria artiglieria contraerea leggera (20/65)
  - 404ª Batteria artiglieria contraerea leggera (20/65)
- XXVII Battaglione misto genio

 185ª Divisione paracadutisti "Folgore" (Generale di divisione Enrico Frattini - Gen.brig. Riccardo Bignami interinale)
- 186º Reggimento fanteria paracadutisti “Folgore” (3 battaglioni)
- 187º Reggimento fanteria paracadutisti “Folgore” (3 battaglioni)
- 185º Reggimento artiglieria paracadutisti “Folgore”
  - I Gruppo (8 47/32)
  - III Gruppo (8 47/32)
  - 146ª Batteria artiglieria contraerea leggera (20/65)
  - 411ª Batteria artiglieria contraerea leggera (20/65)
- VIII Battaglione guastatori paracadutisti

#### XX Corpo d'armata motocorazzato (Generale di Corpo d'Armata Giuseppe De Stefanis)
- Unità di Corpo d'Armata
  - XXXIV Battaglione speciale genio
  - XVIII Gruppo artiglieria contraerea e controcarro (88/56, 20/65)
  - LXII Gruppo artiglieria contraerea (8-75/50)
  - 106º Ospedale da campo
  - 576º Ospedale da campo

 132ª Divisione corazzata "Ariete" (Generale di divisione Francesco Antonio Arena)
- 132º Reggimento fanteria carrista (92 M13/40 e M14/41)
  - IX Battaglione carri medi
  - X Battaglione carri medi
  - XIII Battaglione carri medi
- 8º Reggimento bersaglieri
  - V Battaglione bersaglieri
  - XII Battaglione bersaglieri
  - III Battaglione bersaglieri controcarro (12-47/32)
- 132º Reggimento artiglieria
  - I Gruppo (12-75/27)
  - II Gruppo (12-75/27)
  - III Gruppo (12-105/28)
  - V (DLI) Gruppo artiglieria semovente (8-Sem.M41 75/18)
  - VI (DLII) Gruppo artiglieria semovente (8-Sem.M41 75/18)
- XV Gruppo artiglieria pesante campale (12 105/28)[26]
- XXXI Gruppo artiglieria contraerea e controcarri (8-88/55)[27]
- DI Gruppo artiglieria contraerea e controcarri (8-90/53, 6-20/65)
- III Gruppo squadroni corazzato “Nizza Cavalleria” (12 AB.41)
- CXXXII Battaglione misto genio

 133ª Divisione corazzata "Littorio" (Generale di divisione Gervasio Bitossi)
- 133º Reggimento fanteria carrista (85 M13/40 e M14/41)
  - IV Battaglione carri medi
  - XII Battaglione carri medi
  - LI Battaglione carri medi
- 12º Reggimento bersaglieri
  - XXIII Battaglione bersaglieri
  - XXXVI Battaglione bersaglieri
  - XXI Battaglione bersaglieri controcarro
- 3º Reggimento artiglieria celere
  - II Gruppo (12-75/27)
  - III Gruppo (12-105/28)
  - 5ª Batteria artiglieria contraerea leggera (6-20/65)
  - 406ª Batteria artiglieria contraerea leggera (6-20/65)
- DLIV Gruppo artiglieria semovente (8-Sem.M41 75/18)
- DLVI Gruppo artiglieria semovente (8-Sem.M41 75/18)
- CCCXXXII Gruppo artiglieria Guardia alla Frontiera (12-100/17)
- XXIX Gruppo artiglieria contraerea e controcarri (12-88/55)
- III Gruppo squadroni corazzato “Lancieri di Novara” (20 L6/40)
- CXXXII Battaglione misto genio

 101ª Divisione motorizzata "Trieste" (Generale di divisione Francesco La Ferla)
- 65º Reggimento fanteria motorizzata "Valtellina" (2 battaglioni)
- 66º Reggimento fanteria motorizzata "Valtellina" (2 battaglioni)
- 21º Reggimento artiglieria motorizzata "Po"
  - I Gruppo (100/17))[25]
  - II Gruppo (100/17)
  - III Gruppo (75/27)
  - IV Gruppo (75/27)
- 5ª Batteria/XLII Gruppo artiglieria contraerea (4-75/50)
- XI Battaglione carri medi (34 M13/40 e M14/41)
- VIII Battaglione bersaglieri autoblindo (6 AB.41)
- XXXII Battaglione misto del genio motorizzato

#### XXI Corpo d'armata
- Unità di Corpo d'Armata (Generale di divisione Alessandro Gloria)
  - 7º Reggimento bersaglieri
    - X Battaglione bersaglieri
    - XI Battaglione bersaglieri

  - 8º Raggruppamento artiglieria di corpo d'armata
    - XXXIII Gruppo artiglieria pesante campale (12-149/40)
    - LII Gruppo artiglieria pesante campale (4-152/37)

  - XXVII Battaglione genio artieri
  - 14ª Compagnia genio d'arresto

 25ª Divisione fanteria "Bologna"  (Generale di divisione Alessandro Gloria)
- 39º Reggimento fanteria “Bologna” (3 battaglioni)
- 40º Reggimento fanteria “Bologna” (2 battaglioni)
- 205º Reggimento artiglieria
  - I Gruppo (12-100/17)
  - II Gruppo (12-100/17)
  - III Gruppo (12-75/27)
  - IV Gruppo (12-75/27)
  - 4ª Batteria artiglieria contraerea leggera (8-20/65)
  - 437ª Batteria artiglieria contraerea leggera (8-20/65)
- CCCLVII Gruppo artiglieria Guardia alla Frontiera (12-77/28)
- XXV Battaglione misto genio

 102ª Divisione motorizzata "Trento"  (Generale di divisione Giorgio Masina)
- 61º Reggimento fanteria motorizzata "Sicilia" (3 battaglioni)
- 62º Reggimento fanteria motorizzata "Sicilia" (3 battaglioni)
- 46º Reggimento artiglieria motorizzata "Trento"
  - I Gruppo (12-100/17)
  - II Gruppo (12-100/17)
  - III Gruppo (12-75/27)
  - IV Gruppo (8-75/27, 4-75/13)
  - 412ª Batteria artiglieria contraerea leggera (20/65)
  - 414ª Batteria artiglieria contraerea leggera (20/65)
- LXIII Gruppo artiglieria contraerea (12-75/50)
- CCCLIV Gruppo artiglieria Guardia alla Frontiera (8-77/28)
- CCCLV Gruppo artiglieria Guardia alla Frontiera (12-75/27)
- CXXXI Gruppo artiglieria pesante campale (12-149/28)[28]
- IV Battaglione controcarro “Granatieri di Sardegna” (12-47/32)
- LI Battaglione misto del genio motorizzato

### Luftflotte 2
- III/Kampf-Geschwader zbV 1 (51-Ju.52) (Generalfeldmarschall Albert Kesselring)
- Sanitäts Flugbereitschaft 2 (Ju.52, Fi.156)

Fliegerführer Afrika (Generalmajor Horst Seidelmann)
- Jagd-Geschwader 27
  - II./Jagd-Geschwader 27 (14-Bf.109F4, 8-Bf.109G2)
  - III./Jagd-Geschwader 27 (27-Bf.109F4) (Tubiya)
  - III./Jagd-Geschwader 53 "Pik As" (22-Bf.109F4, 3-Bf.109G2)
- Sturzkampf-Geschwader 3
  - I./Sturzkampf-Geschwader 3 (28-Ju.87D3)
  - II./Sturzkampf-Geschwader 3 (2-Ju.87D1, 21-Ju.87D3)
  - III./Sturzkampf-Geschwader 3 (34-Ju.87D1)
- 7./Zerstörer-Geschwader 1 (Me.210A1)
- 8./Zerstörer-Geschwader 1 (Me.210A1)
- 8./Zerstörer-Geschwader 26 "Horst Wessel" (Bf.110)
- 12./Lehr-Geschwader 2 (Ju.88A4)
- 1.(F)/Aufklärungsgruppe (Fern) 121 (5-Ju.88D1/C)
- 4.(H)/Aufklärungsgruppe (Heeres) 12 (9-Bf.109F4/R3)
- 1.(F)/Aufklärungsgruppe (Heeres) 14 (5-Bf.109F4/R3)
- 1.Würstennotstaffel (Fi.156)
- Kurier-Staffel Afrika

### 5ª Squadra aerea
5ª Squadra aerea (Generale di Squadra Aerea Mario Bernasconi
- 2º Stormo Caccia
  - VIII Gruppo caccia (8º Gruppo volo) (17-MC.200)
  - XIII Gruppo caccia (13º Gruppo caccia) (19-MC.200)
- 3º Stormo caccia
  - XVIII Gruppo caccia (18º Gruppo caccia) (22-MC.200)
  - XXIII Gruppo caccia (23º Gruppo) (20-MC.202)
- 4º Stormo caccia
  - IX Gruppo caccia (9º Gruppo caccia) (20-MC.202)
  - X Gruppo caccia (10º Gruppo) (19-MC.202)
- 15º Stormo assalto
  - XLVI Gruppo assalto (24-CR.42)
  - XLVII Gruppo assalto (23-CR.42)
- 35º Stormo bombardamento
  - LXXXVI Gruppo bombardamento (8-CANT Z.1007)
  - XCV Gruppo bombardamento (7-CANT Z.1007)
- 50º Stormo assalto
  - CLVIII Gruppo assalto (11-CR.42)
  - CLVIX Gruppo assalto (11-CR.42)
- LXIII Gruppo osservazione aerea (Ca.311)
- CI Gruppo assalto (22-CR.42)
- CXXXI Gruppo aerosiluranti (8-S.M.79)
- CXXXIII Gruppo aerosiluranti (8-S.M.79)
- CXLV Gruppo trasporti (2-S.75, 10-S.M. 82)
- CXLVI Gruppo trasporti (21-S.M. 82)
- CXLVII Gruppo trasporti (17-S.M. 82)
- CXLVIII Gruppo trasporti (10-Fiat G.12)
- CIL Gruppo trasporti (S.M. 82)
- CL Gruppo caccia (18-MC.200, 2-MC.202)
- 600ª Squadriglia trasporti (8-Ca.133S)